# Persone di nome Nuno
| Questa pagina contiene informazioni ricavate automaticamente dalle voci biografiche con l'ausilio del template Bio e di un bot. L'aggiornamento è periodico e automatico e ricostruisce completamente la pagina. Se manca una persona in questa lista, sei pregato di non aggiungerla, ma accertati piuttosto che la sua voce biografica contenga il template Bio e che i dati anagrafici siano correttamente compilati. Se il template Bio manca, inseriscilo tu stesso o, in alternativa, metti l'avviso {{tmp\|Bio}} che ne segnala la mancanza. Se i dati riportati sono sbagliati, correggi direttamente la voce biografica; le modifiche saranno visibili in questa lista entro pochi giorni. Per chiarimenti vedi il progetto antroponimi. La lista contiene solo le 70 persone che sono citate nell'enciclopedia e per le quali è stato implementato correttamente il template Bio. Pagina aggiornata al 22 gen 2025. |

Questa è una lista di persone presenti nell'enciclopedia che hanno il nome Nuno, suddivise per attività principale.

## Allenatori di calcio(9)
- Nuno Campos, allenatore di calcio e ex calciatore portoghese (Lisbona, n. 1975)
- Capucho, allenatore di calcio e ex calciatore portoghese (Barcelos, n. 1972)
- Nuno Espírito Santo, allenatore di calcio e ex calciatore saotomense (São Tomé, n. 1974)
- Maniche, allenatore di calcio e ex calciatore portoghese (Lisbona, n. 1977)
- Nuno Manta Santos, allenatore di calcio e ex calciatore portoghese (Santa Maria da Feira, n. 1978)
- Nuno Piloto, allenatore di calcio e ex calciatore portoghese (Tondela, n. 1982)
- Nuno Santos, allenatore di calcio e ex calciatore portoghese (Setúbal, n. 1973)
- Nuno Pinto, allenatore di calcio e ex calciatore portoghese (Vila Nova de Gaia, n. 1986)
- Nuno Valente, allenatore di calcio e ex calciatore portoghese (Lisbona, n. 1974)

## Allenatori di calcio a 5(1)
- Nuno Dias, allenatore di calcio a 5 e ex giocatore di calcio a 5 portoghese (Cantanhede, n. 1972)

## Allenatori di hockey su pista(1)
- Nuno Resende, allenatore di hockey su pista e ex hockeista su pista portoghese (São João da Madeira, n. 1975)

## Allenatori di tennis(1)
- Nuno Marques, allenatore di tennis e ex tennista portoghese (Porto, n. 1970)

## Attori(1)
- Nuno Lopes, attore portoghese (Lisbona, n. 1978)

## Calciatori(31)
- Nuno Afonso, ex calciatore portoghese (Lisbona, n. 1974)
- Nuno Assis, ex calciatore portoghese (Lousã, n. 1977)
- Nuno Borges, calciatore portoghese (Agualva-Cacém, n. 1988)
- Nuno Cavaleiro, ex calciatore portoghese (Lisbona, n. 1976)
- Nuno Claro, ex calciatore portoghese (Tondela, n. 1977)
- Nuno Coelho, ex calciatore portoghese (Penafiel, n. 1986)
- Nuno Daniel Costeira Valente, calciatore portoghese (Braga, n. 1991)
- Nuno Da Silva, calciatore svizzero (Zurigo, n. 1994)
- Miguel Fidalgo, ex calciatore portoghese (Caniçal, n. 1982)
- Nuno Frechaut, ex calciatore portoghese (Lisbona, n. 1977)
- Nuno Santos, calciatore portoghese (Trofa, n. 1995)
- Nuno Henrique Gonçalves Nogueira, ex calciatore portoghese (Fafe, n. 1986)
- Nuno Lima, calciatore portoghese (Porto, n. 2001)
- Nuno Lopes, ex calciatore portoghese (Lisbona, n. 1986)
- Nuno Mendes, calciatore portoghese (Sintra, n. 2002)
- Nuno Miguel Monteiro Rocha, calciatore capoverdiano (Praia, n. 1992)
- Nuno Morais, ex calciatore portoghese (Penafiel, n. 1984)
- Nuno Miguel Pereira Diogo, ex calciatore portoghese (Lisbona, n. 1981)
- Nuno Reis, calciatore portoghese (Morat, n. 1991)
- Briguel, ex calciatore portoghese (Funchal, n. 1979)
- Nuno Pina, calciatore portoghese (Lisbona, n. 1999)
- Nuno Miguel Prata Coelho, ex calciatore portoghese (Covilhã, n. 1987)
- Nuno Moreira, calciatore portoghese (Espinho, n. 1999)
- Nuno Santos, calciatore portoghese (Porto, n. 1999)
- Nuno Sequeira, calciatore portoghese (Porto, n. 1990)
- Nuno Tavares, calciatore portoghese (Lisbona, n. 2000)
- Nuno Tomás, calciatore portoghese (Odivelas, n. 1995)
- Nuno Campos, calciatore portoghese (Funchal, n. 1993)
- Nuno Viveiros, ex calciatore portoghese (Machico, n. 1983)
- Nuno da Costa, calciatore capoverdiano (Praia, n. 1991)
- Nuno Namora, calciatore portoghese (Porto, n. 1998)

## Cantanti(1)
- Nuno Resende, cantante portoghese (Porto, n. 1973)

## Cardinali(1)
- Nuno da Cunha e Ataíde, cardinale e vescovo cattolico portoghese (Lisbona, n. 1664 - Lisbona, † 1750)

## Cestisti(2)
- Nuno Cortez, ex cestista portoghese (Pampilhosa da Serra, n. 1982)
- Nuno Marçal, ex cestista portoghese (Campanhã, n. 1975)

## Chitarristi(1)
- Nuno Bettencourt, chitarrista portoghese (Praia da Vitória, n. 1966)

## Ciclisti su strada(1)
- Nuno Bico, ex ciclista su strada portoghese (Viseu, n. 1994)

## Dirigenti sportivi(2)
- Nuno Gomes, dirigente sportivo e ex calciatore portoghese (Amarante, n. 1976)
- Nuno Ribeiro, dirigente sportivo e ex ciclista su strada portoghese (Sobrado, n. 1977)

## Esploratori(1)
- Nuno Tristão, esploratore portoghese (Guinea-Bissau, † 1446)

## Giocatori di beach soccer(1)
- Nuno Belchior, giocatore di beach soccer portoghese (Barreiro, n. 1982)

## Judoka(1)
- Nuno Delgado, ex judoka portoghese (Lisbona, n. 1976)

## Militari(3)
- Nuno I Alvites, militare spagnolo († 1028)
- Nuno II Mendes, militare spagnolo († 1071)
- Nuno Álvares Pereira, militare, religioso e santo portoghese (Cernache do Bonjardim, n. 1360 - Lisbona, † 1431)

## Modelli(1)
- Nuno Janeiro, modello e attore portoghese (Abrantes, n. 1977)

## Navigatori(1)
- Nuno da Cunha, navigatore e poeta portoghese (n. 1487 - † 1539)

## Pallavolisti(1)
- Nuno Pinheiro, pallavolista portoghese (Espinho, n. 1984)

## Pittori(1)
- Nuno Gonçalves, pittore portoghese

## Poeti(1)
- Nuno Júdice, poeta e scrittore portoghese (Portimão, n. 1949 - Lisbona, † 2024)

## Politici(1)
- Nuno Gomes Nabiam, politico guineense (Bissau, n. 1966)

## Presbiteri(1)
- Nuno da Silva Gonçalves, presbitero e storico portoghese (Lisbona, n. 1958)

## Tennisti(1)
- Nuno Borges, tennista portoghese (Maia, n. 1997)

## Trovatori(4)
- Nuno Eanes Cerzeo, trovatore
- Nuno Fernandez de Mirapeixe, trovatore spagnolo
- Nuno Perez Sandeu, trovatore portoghese
- Nuno Fernandes Torneol, trovatore